# Прапор Гусятинського району
Пра́пор Гуся́тинського райо́ну — хоругва Гусятинського району Тернопільської області. Затверджений 29 липня 2009 р. рішенням №319 XVII сесії районної ради V скликання. Автор — Сергій Ткачов. 

## Опис
Прямокутне полотнище, яке складається із двох горизонтальних смуг, зеленої та чорної, розділених ламаною лінією у співвідношенні 2:1. На чорній смузі розташовані жовті колосок і шабля навхрест.

## Символіка
Зелений колір — символ багатства, щедрості і достатку землі, на якій знаходиться район. Також зелений колір символізує природний заповідник «Медобори». 
Чорний колір символізує родючість чорноземів, якими славиться район.
Шабля і колос символізують працю хлібороба і козацьку звитягу. 